# برادران بلوز ۲۰۰۰
برادران بلوز ۲۰۰۰ (به انگلیسی: Blues Brothers 2000) فیلمی در ژانر موزیکال و کمدی به کارگردانی جان لندیس محصول سال ۱۹۹۸ است.